# Étienne François Geoffroy

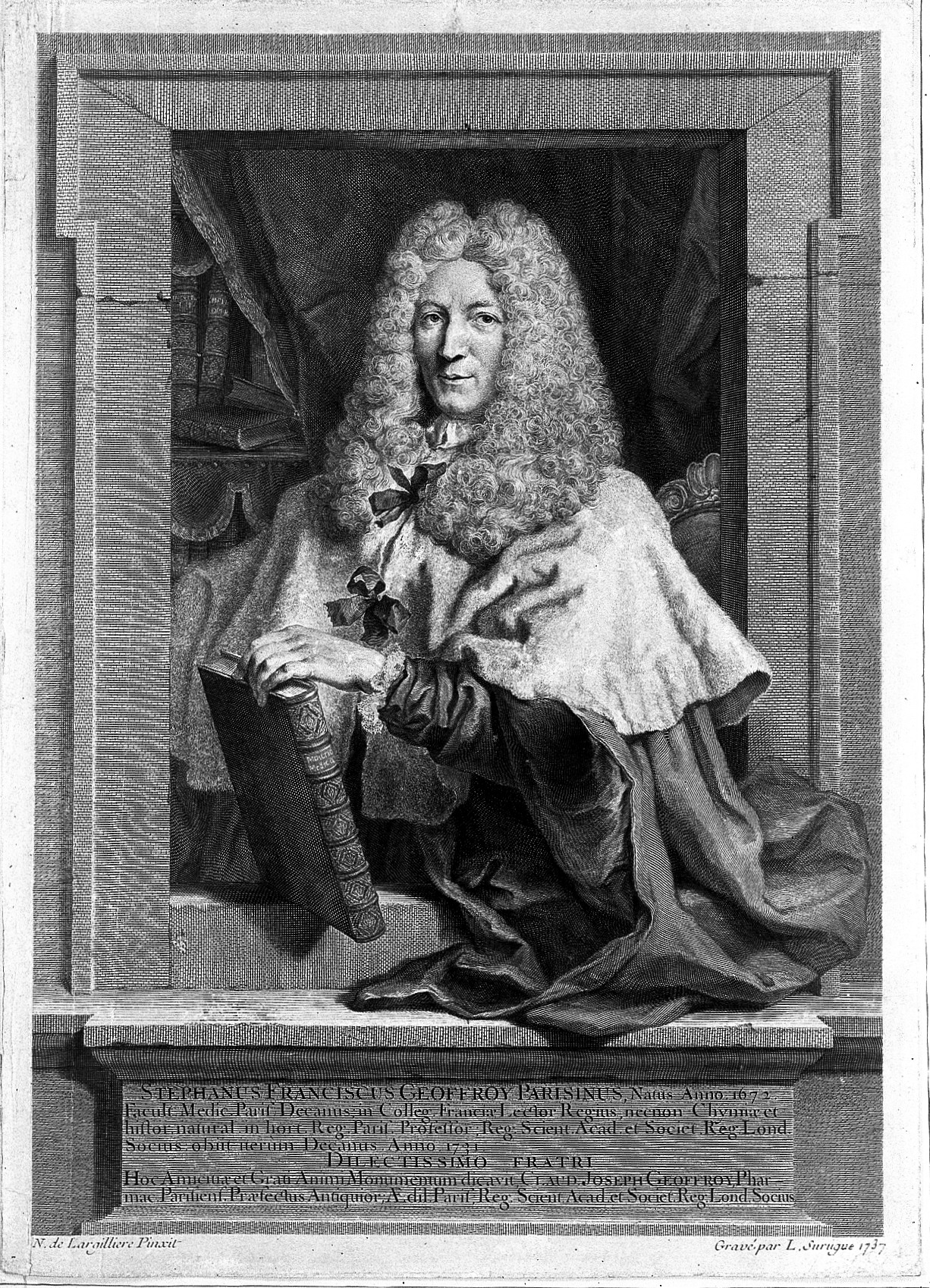
Étienne François Geoffroy

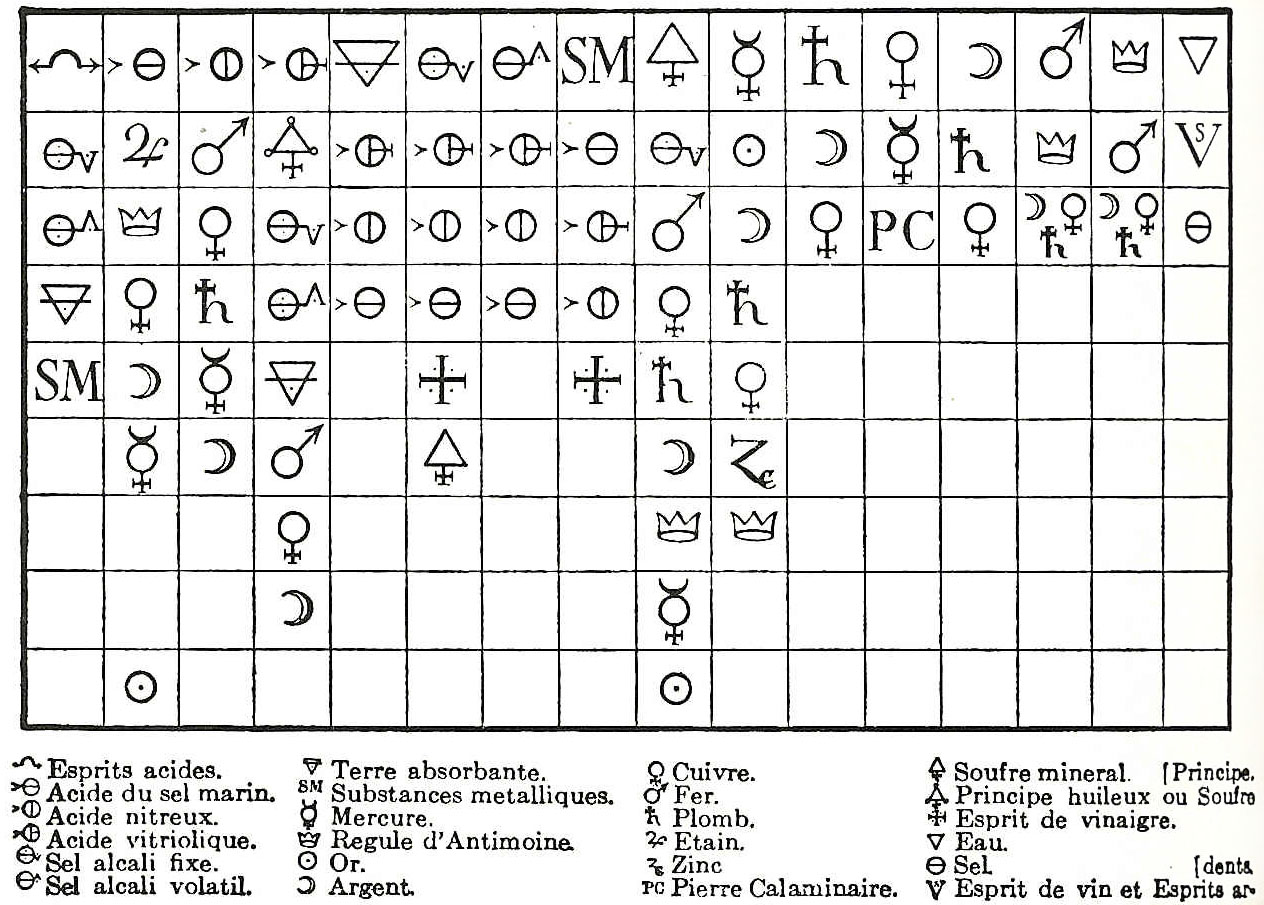
Affinitätstafel nach Étienne François Geoffroy

Étienne François Geoffroy, auch Geoffroy der Ältere, (* 13. Februar 1672 in Paris; † 6. Januar 1731 in Paris) war ein französischer Chemiker, der zuvor ausgebildeter Apotheker und dann praktizierender Arzt war. Sein Bruder Claude-Joseph Geoffroy (Geoffroy der Jüngere) war ebenfalls Chemiker. Er ist für die Erstellung von Tabellen chemischer Affinitäten bekannt.

## Leben und Wirken
Der in Paris als Sohn eines Apothekers, Matthieu-François Geoffroy (1644–1708) geborene Geoffroy wurde schon durch die Gespräche im Haus seines Vaters, unter anderem mit Wissenschaftlern wie Wilhelm Homberg, für Chemie interessiert. Er studierte nach Apothekerlehre bei seinem Vater in Paris Botanik, Chemie und Anatomie und ab 1692 in Montpellier, wo er 1693 als Pharmazeut abschloss. Er schloss sich der diplomatischen Mission von Marschall Tallards in London im Jahre 1698 an. Dort befreundete er sich mit Hans Sloane, auf dessen Vorschlag er am 6. Juli 1698 zum Mitglied (Fellow) der Royal Society gewählt wurde. Im Anschluss durchreiste er die Niederlande und Italien. Ursprünglich sollte er als ältester Sohn die Apotheke des Vaters übernehmen, er interessierte sich aber mehr für Medizin und Naturwissenschaften und überließ das seinem Bruder.
1704 erhielt er den Doktorgrad der Medizin in Paris. Der Titel der Dissertation lautete Theses ergo hominis primordia vermis (1704). Darin nahm er an, dass in Samenblase und Eierstock Öffnungen sind, die den befruchtenden Stoff aufnehmen. Er erkannte schon die Geschlechter von Pflanzen und die Befruchtung durch Pollen und veröffentlichte darüber 1711 (wobei er in Samuel Morland einen Vorläufer hatte). Er versuchte die Farben von Pflanzen daraus zu erklären, dass sie aus einem wesentlichen Öl und flüchtigen Salzen bestehen.
1707 wurde er Professor für Chemie am Jardin des Plantes. Im Jahre 1709 wird er zum Professor für Medizin und Chemie am Collège Royal ernannt. In den Jahren 1726 bis 1729 war er Dekan der Medizinischen Fakultät von Paris.
1700 erschien seine erste Veröffentlichung über Mischungswärme von Salzen. 1718 entdeckte er das Prinzip der Affinität in der Chemie und entwickelte eine Affinitätstafel (Verwandtschaftstafel), an der er in den weiteren Jahren arbeitete. Seine Verwandtschaftstafeln waren Listen, welche durch das Sammeln von Beobachtungen beim Mischen von verschiedenen chemischen Substanzen miteinander entstanden sind. Die Listen zeigen die Affinität gleicher Chemikalien zu verschiedenen Reagenzien und verwendeten eine frühe chemische Symbolik für Elemente. Diese Verwandtschaftsbeziehungen waren bis zum Ende des Jahrhunderts gültig, bis sie von Claude Louis Berthollet durch ein fundierteres Konzept ersetzt wurden.
1718 erkannte er, dass beim Verbrennen von Alkohol Wasser entsteht und 1731 klärte er die Natur des Seignettesalzes. Er stellte Berliner Blau aus tierischen Materialien her, benutzte einen Rosenblüten-Aufguss als Indikator für Säuren und Basen und verwendete Brennspiegel, um hohe Temperaturen zu erzielen.
Der Akademie der Wissenschaften legte Geoffroy 1722 einen Bericht vor, welcher über alchemistische Betrügereien aufklärt. Nach seinem Tod, 1731, wurde sein dreibändiges chemisches Werk aufgelegt. Obwohl er den Stein der Weisen widerlegte, glaubte er dennoch, dass man Eisen künstlich aus pflanzlicher Asche herstellen könne.
Über den Kontakt von Caspar Neumanns, einem Schüler von Georg Ernst Stahl, zu den Brüdern  Étienne François und Claude-Joseph Geoffroy traten die Vorstellungen des Phlogistons in die französische Wissenschaft ein.